# Isla Upernivik
La isla Upernivik (en danés, Upernivik Ø) es una isla ribereña localizada en aguas de la bahía de Baffin, frente a la costa occidental de Groenlandia. Tiene una superficie de 540 km². La isla es montañosa (su punto más alto es Palup Qaqa, con 2 105 m).
La isla Upernivik es parte del municipio de Qaasuitsup (que comprende toda la parte noroeste de Groenlandia). 